# Lavrania picta
Lavrania picta là một loài thực vật có hoa trong họ La bố ma. Loài này được (N.E. Br.) Bruyns mô tả khoa học đầu tiên năm 1993.